# Aspila mirabilis
Aspila mirabilis là một loài bướm đêm trong họ Noctuidae.